# الكور (كوكبة)

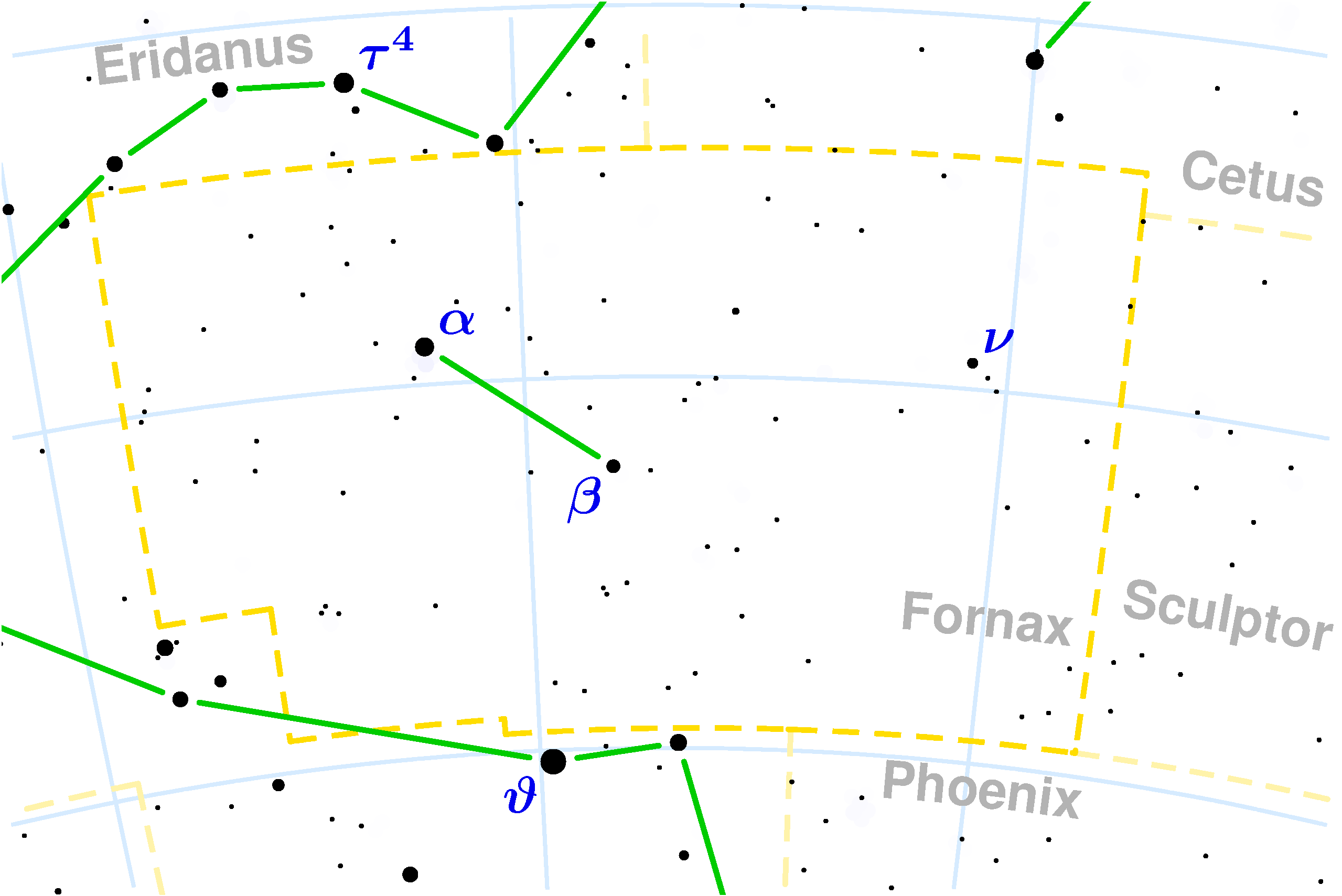

الكُور أو الفرن (باللاتينية: Fornax) هي من كوكبات نصف الأرض الشمالي، وتتراءى للناظر بين خطي عرض 50 درجة شمالاً و90 درجة جنوباً، ويعتبر شهر أيلول/سبتمبر من أفضل الأوقات لمشاهدتها.
من المجرات والعناقيد النجمية الموجودة في كوكبة الكور: NGC 1097, NGC 1316, NGC 1365, NGC 1380, NGC 1399,
NGC 1398, NGC 1404.
وأما السدم: NGC 1360.
وأما أهم النجوم الموجودة في كوكبة الكور فهي: ألفا الكور (نجم الكور).